# Grésy-sur-Isère
Grésy-sur-Isère és un municipi francès situat al departament de la Savoia i a la regió d'Alvèrnia-Roine-Alps. L'any 2007 tenia 1.255 habitants.

## Demografia

### Població
El 2007 la població de fet de Grésy-sur-Isère era de 1.255 persones. Hi havia 456 famílies de les quals 109 eren unipersonals (25 homes vivint sols i 84 dones vivint soles), 130 parelles sense fills, 188 parelles amb fills i 29 famílies monoparentals amb fills.
La població ha evolucionat segons el següent gràfic:
Habitants censats

### Habitatges
El 2007 hi havia 575 habitatges, 462 eren l'habitatge principal de la família, 54 eren segones residències i 59 estaven desocupats. 445 eren cases i 126 eren apartaments. Dels 462 habitatges principals, 312 estaven ocupats pels seus propietaris, 127 estaven llogats i ocupats pels llogaters i 24 estaven cedits a títol gratuït; 3 tenien una cambra, 24 en tenien dues, 80 en tenien tres, 148 en tenien quatre i 208 en tenien cinc o més. 350 habitatges disposaven pel capbaix d'una plaça de pàrquing. A 178 habitatges hi havia un automòbil i a 234 n'hi havia dos o més.

### Piràmide de població
La piràmide de població per edats i sexe el 2009 era:
| Homes | Edats   | Dones |
| ----- | ------- | ----- |
| 0     | 95 o +  | 0     |
| 0     | 90 a 94 | 4     |
| 0     | 85 a 89 | 0     |
| 4     | 80 a 84 | 16    |
| 8     | 75 a 79 | 16    |
| 20    | 70 a 74 | 28    |
| 8     | 65 a 69 | 16    |
| 24    | 60 a 64 | 32    |
| 16    | 55 a 59 | 16    |
| 24    | 50 a 54 | 20    |
| 56    | 45 a 49 | 28    |
| 64    | 40 a 44 | 56    |
| 24    | 35 a 39 | 36    |
| 52    | 30 a 34 | 56    |
| 32    | 25 a 29 | 28    |
| 28    | 20 a 24 | 24    |
| 60    | 15 a 19 | 64    |
| 44    | 10 a 14 | 32    |
| 28    | 5 a 9   | 40    |
| 40    | 0 a 4   | 16    |

## Economia
El 2007 la població en edat de treballar era de 804 persones, 618 eren actives i 186 eren inactives. De les 618 persones actives 568 estaven ocupades (307 homes i 261 dones) i 49 estaven aturades (18 homes i 31 dones). De les 186 persones inactives 62 estaven jubilades, 58 estaven estudiant i 66 estaven classificades com a «altres inactius».

### Ingressos
El 2009 a Grésy-sur-Isère hi havia 495 unitats fiscals que integraven 1.296 persones, la mediana anual d'ingressos fiscals per persona era de 17.281,5 €.

### Activitats econòmiques
Dels 43 establiments que hi havia el 2007, 2 eren d'empreses alimentàries, 2 d'empreses de fabricació d'altres productes industrials, 15 d'empreses de construcció, 7 d'empreses de comerç i reparació d'automòbils, 2 d'empreses de transport, 2 d'empreses d'hostatgeria i restauració, 1 d'una empresa immobiliària, 5 d'empreses de serveis, 5 d'entitats de l'administració pública i 2 d'empreses classificades com a «altres activitats de serveis».
Dels 16 establiments de servei als particulars que hi havia el 2009, 1 era una gendarmeria, 1 oficina de correu, 4 guixaires pintors, 2 fusteries, 4 lampisteries, 1 perruqueria, 2 restaurants i 1 agència immobiliària.
Dels 5 establiments comercials que hi havia el 2009, 1 era una fleca, 1 una carnisseria, 1 una botiga de roba, 1 un drogueria i 1 una joieria.
L'any 2000 a Grésy-sur-Isère hi havia 10 explotacions agrícoles que ocupaven un total de 364 hectàrees.

## Equipaments sanitaris i escolars
L'únic equipament sanitari que hi havia el 2009 era una farmàcia.
El 2009 hi havia una escola elemental.

## Poblacions més properes
El següent diagrama mostra les poblacions més properes.